# Günther Pankoke
Günther Pankoke (* 13. August 1925 in Bielefeld; † 6. Dezember 1999 in Hameln) war ein deutscher Radrennfahrer.

## Sportliche Laufbahn
Als Amateur startete er nach dem Zweiten Weltkrieg für den Verein RC Zugvogel Bielefeld. Die Saison 1947 auf der Straße beendete er als Amateur mit insgesamt fünf Siegen und vier zweiten Plätze. In der Jahreswertung der Amateure aller deutschen Zonen kam er mit dieser Bilanz auf den sechsten Rang. Günther Pankoke war Profi-Rennfahrer von 1948 bis 1956. Zweimal wurde er deutscher Meister im Zweier-Mannschaftsfahren, 1949 mit Werner Holthöfer, 1953 mit Lothar Ehmer. Bei der Deutschen Meisterschaft im Straßenrennen 1949 wurde er Dritter.
1954 wurde Pankoke deutscher Vize-Meister im Straßenrennen. Im selben Jahr startete er bei der Straßenweltmeisterschaft in Solingen und belegte den letzten Platz, indem er mit Franz Reitz, dem einzigen deutschen Fahrer, der außer ihm noch im Rennen verblieben war, Hand in Hand den Zielstrich überquerte. Von insgesamt 71 Fahrern erreichten nur 21 das Ziel. Zudem errang Pankoke in verschiedenen Jahren mehrfach Etappensiege bei der Deutschland Tour. 1955 belegte er den siebten Platz in der Gesamtwertung. Im selben Jahr startete er als erster deutscher Profi nach dem Zweiten Weltkrieg bei der Tour de France und belegte Rang 37 in der Gesamtwertung sowie bei der Vuelta, wo er 41. wurde.
Nach dem Ende seiner aktiven Radsportlaufbahn eröffnete Pankoke in seiner Heimatstadt Bielefeld die Kneipe Zur Etappe.

## Erfolge

### Straße
1948
- eine Etappe Grünes Band der IRA (Deutschland-Rundfahrt)

1949
- eine Etappe Grünes Band der IRA (Deutschland-Rundfahrt)

1950
- eine Etappe Deutschland-Rundfahrt

1951
- eine Etappe Deutschland-Rundfahrt

1952
- eine Etappe Deutschland-Rundfahrt

1955
- eine Etappe Deutschland-Rundfahrt

### Bahn
1949
- Deutscher Meister – Zweier-Mannschaftsfahren (mit Werner Holthöfer)

1953
- Deutscher Meister – Zweier-Mannschaftsfahren (mit Lothar Ehmer)

## Teams
- 1948–1951 Bismarck
- 1951 Groene Leeuw
- 1952 Ruberg
- 1953 Bauer
- 1954 Schuler SKF
- 1955–1956 Ruberg